# Fotòmetre solar

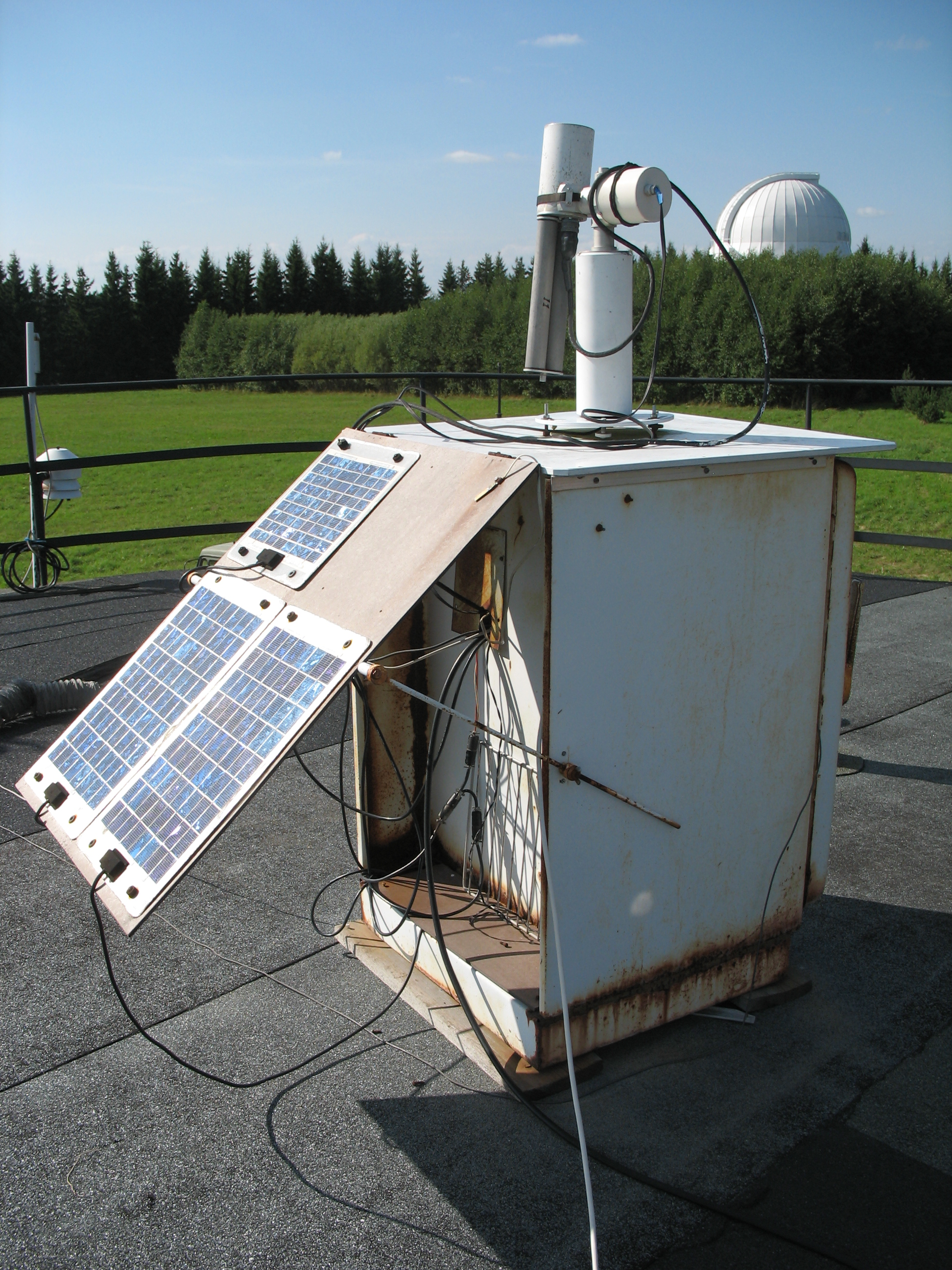
Sun photometer CIMEL 318A in Tõravere.

Un fotòmetre solar es un tipus de fotòmetre concebut de manera que es dirigeixi al sol. El fotòmetres recents són instruments automàtics que incorporen una unitat de detecció del sol, un sistema òptic apropiat, un dispositiu de filtració d'espectres, un fotodetector i un sistema d'adquisició de dades. La quantitat mesurada s'anomena radiància directa del sol.
Quan un fotòmetre solar es col·loca en un punt de l'atmosfera terrestre, la radiància mesurada no és igual que la radiància emesa pel sol perquè l'atmosfera terrestre absorbeix i dispersa la radiació solar. Per tant, el flux radiant mesurat és la diferència de la radiació emesa pel sol i la radiació absorbida per l'atmosfera que es pot relacionar mitjançant la Llei de Lambert-Beer.
L'efecte de l'atmosfera pot ser eliminat usant l'extrapol·lació de Langley, aquest mètode permet mesurar la radiació solar extraterrestre mitjançant les mesures del fotòmetre amb la contribució de l'atmosfera. Una vegada es coneix la radiància, es pot usar el fotòmetre solar per a l'estudi l'atmosfera, en particular, per a la determinació de la profunditat òptica de l'atmosfera. També, si es mesura el senyal de dos o més intervals adequats de l'espectre, es pot usar la informació per a calcular la concentració dels gasos atmosfèrics en una columna d'aire de l'atmosfera, com el vapor d'aigua, l'ozó..